# Grippe espagnole en Suisse
Pour un article plus général, voir Grippe espagnole.
La pandémie de grippe espagnole entraîna entre 1918 et 1919 le décès de près de 25 000 personnes en Suisse, et peut être qualifiée à ce titre de pire crise démographique suisse du 20e siècle. 
Les recherches de l'historien Christian Sonderegger l'amenèrent à formuler l'hypothèse selon laquelle une personne sur deux en Suisse aurait été malade de la grippe pendant cette période.
Liée à un contexte de fortes tensions sociales avec la grève générale de 1918, elle a également des conséquences politiques, socio-économiques et hygiéniques.

## Contexte général
La pandémie de grippe de 1918-1919 fut particulièrement virulente dans de nombreux pays, avec 20 à 50 millions de morts dans le monde. Environ 2 millions de personnes en Suisse furent touchées par la grippe espagnole, et 24 450 personnes décédèrent en Suisse entre juillet 1918 et juin 1919, ce qui équivaut à 0,6 % de la population de 1918.

## Histoire et développement
La grippe espagnole se manifesta en Suisse dès l'été 1918, alors que le pays était secoué par les prémices de la grève générale de 1918 et que la mobilisation militaire était encore en cours. Les hommes mobilisés furent parmi les premières victimes de la grippe, en juillet 1918. Les écoles de recrue furent fermées. 
Les populations rurales furent aussi progressivement touchées. 

### Contexte politique et socio-économique de l'époque
Les centaines de victimes de la grippe dans l'armée exacerbèrent les tensions qui existaient déjà du fait d'une situation sociale fortement dégradée (l'historien Hans-Ulrich Jost mentionne famines et mauvaise gestion des vivres). Dans les villes, des grèves éclatèrent et les troupes furent mobilisées. Dès novembre 1918, la vie publique fut paralysée. 
Le Conseil fédéral et le commandement de l'armée durent nommer chacun une commission d'enquête sur les conditions sanitaires dans l'armée, soupçonnées de favoriser la propagation de la maladie. 

### Instrumentalisations politiques
À l'instar d'un des premiers mouvements de grève – l'Union ouvrière zurichoise organise une grève générale des employés de banque d'une demi-journée à Zurich –, immédiatement dénoncé comme annonçant « un coup de force bolchevik » par l'Association suisse des banquiers, l'épisode de la grippe espagnole sera utilisé par les deux blocs en présence pour dénigrer l'adversaire. L'historien Christian Sonderegger écrit à ce propos 

« Ouvriers et bourgeois s'accusèrent mutuellement d'être moralement responsables des cas mortels de grippe enregistrés. »

En novembre 1918, l'épidémie, les grèves qui éclatent, la mobilisation des troupes contre les grévistes paralysent la vie publique dans les villes.

### Mesures sanitaires prises par les autorités civiles et médicales
À la mi-juillet, les médecins durent annoncer chaque cas de grippe aux autorités à Berne et à Bâle. Le 20 juillet, la déclaration officielle des cas de grippe devint obligatoire en Valais. En octobre 1918, la déclaration fut décrétée obligatoire sur l'ensemble du territoire.
Les soldats n'eurent plus le droit d'envoyer à leurs familles leur linge sale, celui-ci étant identifié comme source de contagion pendant son transport par la poste.

Soldats convalescents de la grippe à St. Beatenberg.
Centre de convalescence dans les Alpes à St. Beatenberg.
Repas au centre de convalescence de la grippe à Sigriswil.
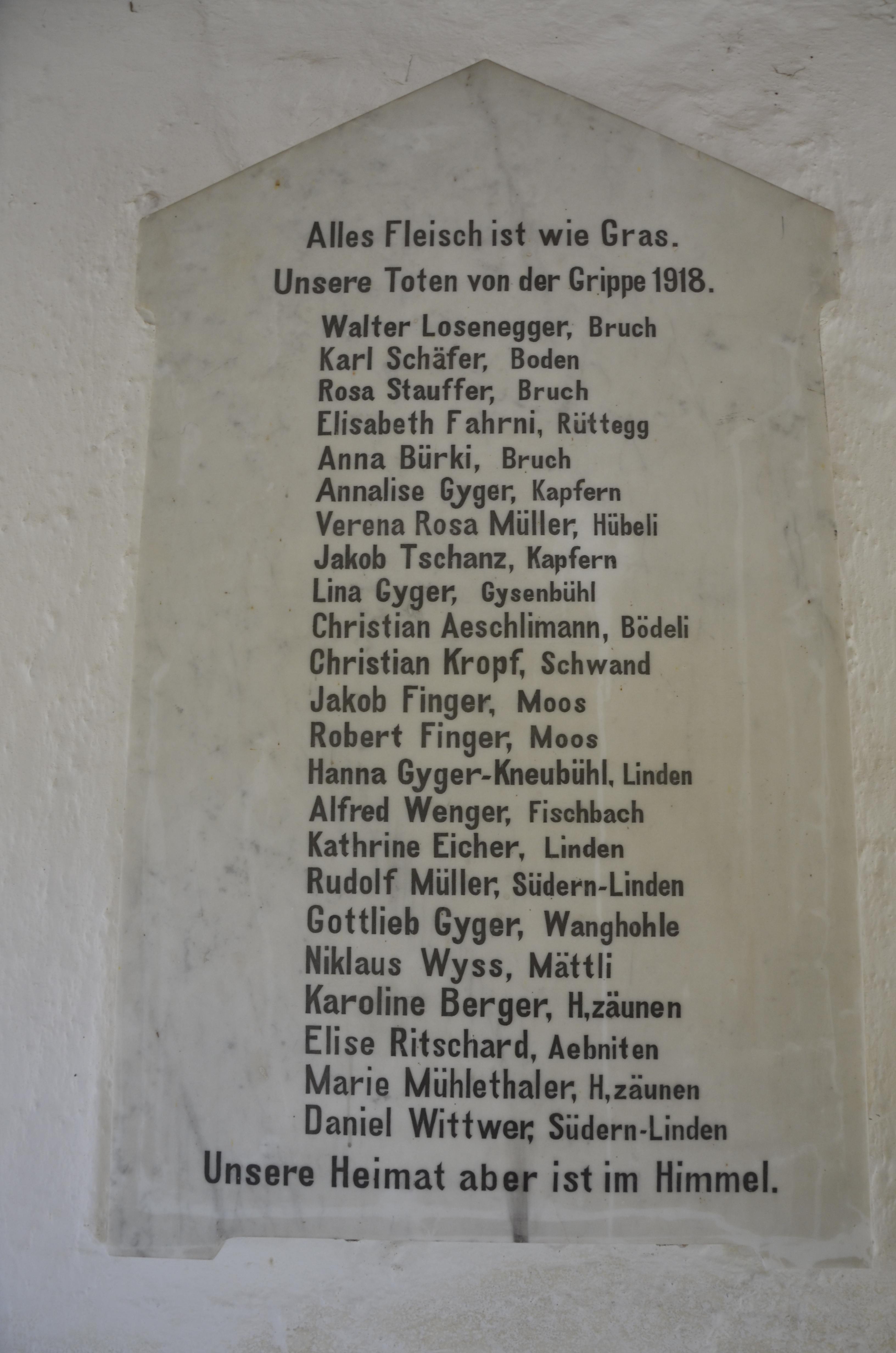
Mémoire pour les morts à Unterlangenegg (Canton de Berne).

## Conséquences

### Dans l'administration fédérale
Les services fédéraux connurent une pénurie grave de personnel, à l'exemple des PTT qui ne peuvent plus assurer une distribution normale du courrier ni le débit habituel pour les communications.

#### PTT

Conséquences de la grippe sur le personnel de la téléphonie et la télégraphie.

Pour la téléphonie et la télégraphie, la population est priée de n'appeler qu'en cas d'urgence.
Quant à la poste, elle mène des observations statistiques dès juillet 1918, lesquelles montrent un pic de personnel malade en octobre. Par exemple, 20 % des employés du Postkreis de Coire étaient malades de la grippe en octobre. 137 193 jours de congé maladie ont été relevés dans les rapports sur l'emploi du personnel des PTT pour toute l'année 1918 (en 1917, ce n'étaient que 7 000). Ces chiffres baissèrent à nouveau en 1919 et 1920.
La poste engagea de nombreux employés temporaires et prescrit à son personnel des mesures de prévention de la contagion. Les wagons de chemin de fer qui transportaient les sacs postaux furent identifiés comme sources de contagion et désinfectés.

### Sources dans les services d'archives
- Les Archives des PTT possèdent un fonds sur la grippe de 1918 (environ 0.2 mètre linéaire). Des sources afférentes peuvent être trouvées dans d'autres fonds. Un dossier de sources est consultable en ligne (état au 09.09.2018, en allemand) : https://www.mfk.ch/ptt-archiv/recherche/jahresdossiers/
- Une liste de recherche des Archives des PTT sur la grève générale et la grippe de 1918 est également disponible en format PDF: http://www.mfk.ch/fileadmin/user_upload/PTT-Archiv/Landesstreik_und_Grippe/Archives_des_PTT_Liste_de_recherche_Greve_generale_et_Grippe1918.pdf